# طنة دورقية
طنة دورقية (الاسم العلمي: Tonna ampullacea) هي نوع من الرخويات يتبع جنس الطنة من الفصيلة الطنية.